# Hans Bernhard Reichow

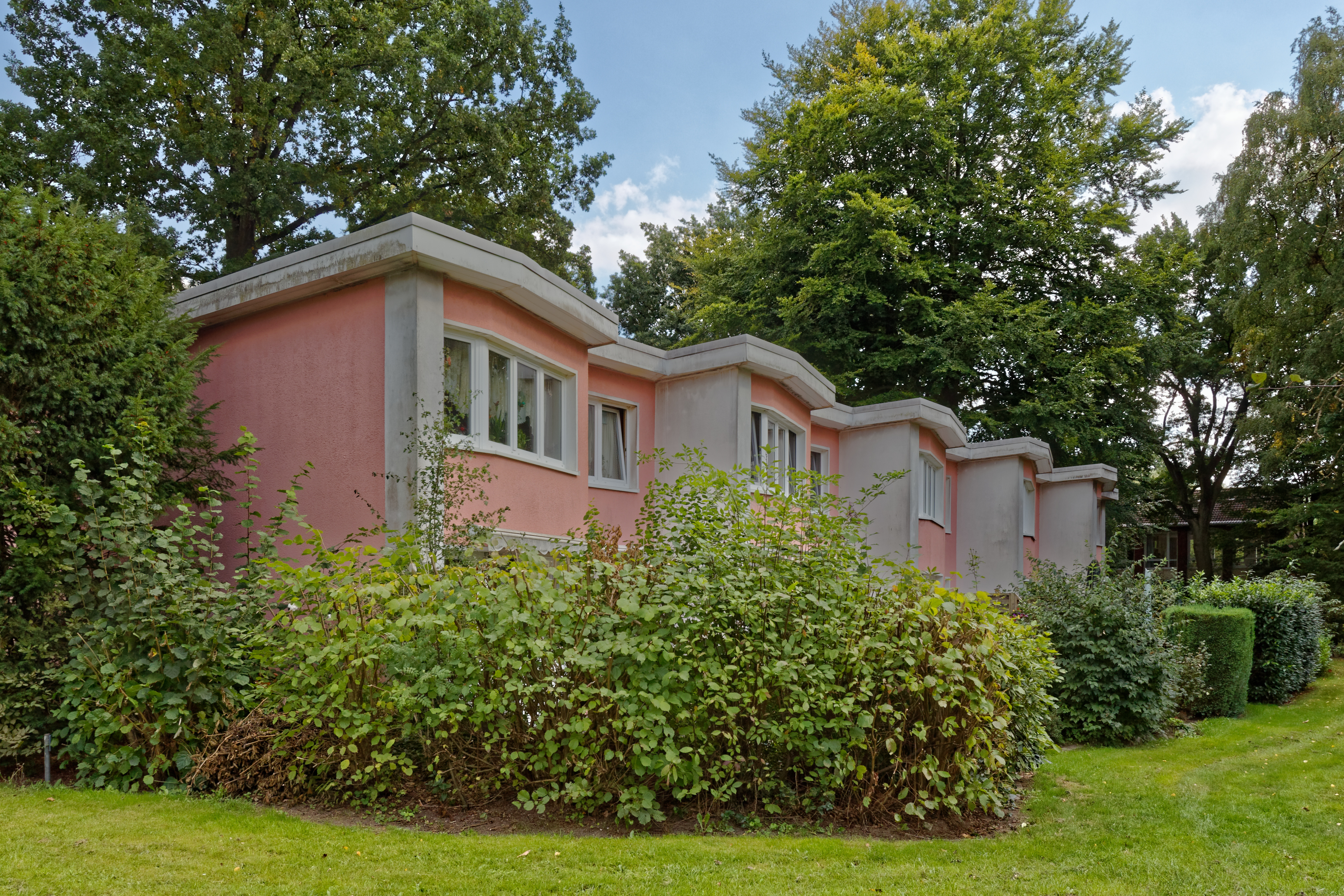
osiedle Hohnerkamp w Hanburgu

Hans Bernhard Reichow (ur. 25 listopada 1899 w Rogowie, zm. 7 maja 1974 w Bad Mergentheim) – niemiecki architekt i urbanista.

## Życiorys
W latach 1919–1923 studiował w Wyższej Szkole Technicznej w Monachium oraz Wyższej Szkole Technicznej w Gdańsku, gdzie obronił pracę doktorską o sztuce ogrodniczej w Gdańsku (Alte bürgerliche Gartenkunst in Danzig). Po studiach w 1925 wyjechał do Berlina, gdzie podjął pracę w pruskiej administracji budowlanej, a od 1926 pracował dla Ericha Mendelsohna. W 1927 założył własne biuro architektoniczne w Berlinie, projektując i realizując domy jedno- i wielorodzinne.
W latach 1928–1934 był głównym planistą w Dreźnie, następnie miejskim radcą budowlanym w Brunszwiku (1934–1936), a później dyrektorem budowlanym w Szczecinie (1939–1945). Od 1937 roku był członkiem NSDAP. W latach II wojny światowej był jednym z autorów Generalplan Ost, stanowiącego podstawę dla „kolonizacji” terenów okupowanych przez Trzecią Rzeszę. Opracował także plan przebudowy Poznania zgodnie z założeniami urbanistyki nazistowskiej. Jego bogaty w tereny zielone plan rozbudowy Szczecina zwrócił uwagę Konstantego Gutschowowa pracującego nad rozbudową Hamburga – Reichow został konsultantem Gutschowa i pod jego kierunkiem opracował koncepcję organicznego planowania miasta. W 1945 Reichow uciekł przed zbliżającym się frontem do Hamburga, gdzie założył własne biuro architektoniczne, realizując liczne projekty osiedli mieszkalnych.
W okresie powojennym był znany jako propagator koncepcji „miasta przystosowanego do samochodu” (Die autogerechte Stadt) oraz autor książki pod takim samym tytułem.

## Publikacje
- Organische Stadtbaukunst (1948)
- Organische Baukunst (1949)
- Die autogerechte Stadt (1959)

## Wybrane dzieła
- osiedla Hohnerkamp i Farmsen w Hamburgu
- 1954 – osiedle Sennestadt w Bielefeldzie[1] (wspólnie z Fritzem Eggelingem)
- osiedle Vahr w Bremie (wspólnie z Ernstem Mayem, Maxem Säumem i Günterem Hafemannem)
- osiedle Limesstadt w Schwalbach am Taunus